# 保健医療経営大学
保健医療経営大学（ほけんいりょうけいえいだいがく、英語: College of Healthcare Management、公用語表記: 保健医療経営大学）は、福岡県みやま市瀬高町にあった私立大学である。2008年に設置され、2023年に廃止された。

## 概観

### 大学全体
聖マリア病院（久留米市）を運営する社会医療法人雪の聖母会を中心とした聖マリアグループ傘下の学校法人ありあけ国際学園が運営する。2020年度に学生募集を停止、2023年3月に最後の卒業生を送り出し廃校された。

### 教育および研究
カリキュラムポリシー（教育課程編成・実施の方針）
教養教育については、豊かな人間性及び幅広い視野を養うと共に、専門教育を行う上での必要な情報処理等のリテラシーを醸成する。専門教育については、講義、演習、実習を通して、自ら課題・問題点を分析・整理し、それを実際の現場において実践する能力を養うとともに、的確な根拠に立脚した課題を探求する能力や実践的に対応する能力を養う。
ディプロマポリシー（学位授与の方針）
所定の単位を修得し卒業試験に合格した学生には「学士（保健医療経営学）」の学位が授与される。

## 沿革

### 年表
- 2006年（平成18年）10月 - 保健医療経営大学設立準備委員会設立。
- 2007年4月 - 文部科学大臣へ設置認可申請を提出。
- 2007年12月 - 文部科学大臣より認可（学校法人ありあけ国際学園の寄付行為の認可及び保健医療経営大学設置の認可）。
- 2008年4月 - 保健医療経営大学開学。初年度入学者数27名[4]。
- 2013年4月 - 保健医療経営学部の入学定員を一学年150人から80人に変更（減員）。
- 2015年3月 - 日本高等教育評価機構による大学認証評価において「不適合」判定を受ける（下記、#認証評価の項目を参照）。
- 2015年4月 - 保健医療経営学部の編入学定員を変更（減員）。
- 2018年3月 - 日本高等教育評価機構による大学認証評価（再審査）で適合となった（下記、#認証評価の項目を参照）が、入試合格者数（編入は除く）は定員80名に対し36名であった[5] 。
- 2018年4月 - 定員80名に対し入試合格数(編入は除く)は36名であったものの実際の入学者数はさらに減少し22名(編入は除く)であった[5]。
- 2019年（令和元年）5月 - 2020年度より募集停止を発表、2023年3月廃校予定、同法人解散予定である。
- 2019年5月 - 労使協定を適切に結ばないまま教職員に時間外労働をさせたとして、大牟田労働基準監督署から是正勧告を受けた（下記、#労働問題の項目を参照）。
- 2022年1月 - 経理担当職員が学友会費の口座から70万円を私的に使っており、2020年12月に諭旨免職処分となっていたことが報じられた[6]。
- 2023年3月 - 閉学

## 基礎データ

### 所在地
- 〒835-0018 福岡県みやま市瀬高町高柳960-4

### 学生数
- 2019年5月6日現在での最近の入学者数および在籍者数を公表していなかったため不明であったが[7]、2020年には5月1日現在の在学者数（2020年5月1日現在）が公表された。内訳は下表のとおりである。なお、2020年度入学の学生については、募集停止のため存在しない[8](学生数の公表については下記、#学生数の公表の項目を参照)。

| 学年 | 男 | 女 | 合計 |
| ---- | -- | -- | ---- |
| 4年  | 16 | 17 | 33   |
| 合計 | 16 | 17 | 33   |

### 専任教員数
- 大学Webサイトにおける専任教員数は21名(2018年5月1日)となっているが、同ページに掲載されている専任教員は18名である[9](専任教員数については下記、#専任教員数の公表の項目を参照)。

### 組織

#### 学部
保健医療学部保健医療経営学科
2018年度まで二年次からは、一般の経営学を構成する各分野や保健医療経営に関する科目を学修する「施設経営コース」と、一般の地域政策学を構成する各分野や地域社会の中で保健医療福祉のあり方などを学修する「地域経営コース」の2つのコースから1つの専門コースを選択していた。しかし、2019年度より、変化する社会環境の中で医療や介護を効果的に提供するために提唱されている、地域医療構想や地域包括ケアシステムなどを視野に入れ、従来の「施設経営コース」と「地域経営コース」を統合した「マネジメントコース」に改編され、新たに経営判断の基礎となる医療費データ分析はもとより、情報システム開発やサイバーセキュリティなど今日的課題に対応するために「データサイエンスコース」が新設された。
- 施設経営コース
欧米の経営大学院（Business School）医療経営（Health Care Management）コースのカリキュラムを導入。
- 地域経営コース
欧米の公衆衛生大学院（School of Public Health）保健政策・管理（Health Policy & Management）コースのカリキュラムを導入。

- マネジメントコース（2019年度より新設）
- データサイエンスコース（2019年度より新設）

#### 附属機関
図書館
閲覧席108席、端末席12席、視聴覚席3席のほか、ブラウジングコーナー、学習室（6席×2室）、コピー機などを備えていた。蔵書数は2万2千冊程度であるが、収蔵可能冊数は5万7千冊程度であった。

### 教育

#### 資格
- 診療情報管理士（日本病院会他4団体共同認定資格）
  - 四年制大学としては沖縄を除いて九州唯一の指定校であり、定科目の単位修得により、受験資格を取得することができる[11]。

- 医療事務管理士検定（技能認定振興協会）
  - 授業及び課外講座により試験合格に必要な知識・スキルを修得できる。

- 診療報酬請求事務能力検定（公益財団法人日本医療保険事務協会）
  - 授業及び課外講座により試験合格に必要な知識・スキルを修得できる。

- 日本医師会認定医療秘書（公益社団法人日本医師会）
  - 受験資格を有する[12]。

- 医療秘書技能検定試験（一般社団法人日本医療教育全国協議会）
  - 授業及び課外講座により試験合格に必要な知識・スキルを修得できる。

- 医療経営士（一般社団法人日本医療経営実践協会）
  - 授業により試験合格（3級）に必要な知識・スキルを修得できる。

- 医業経営管理能力検定（公益社団法人日本医業経営コンサルタント協会）
  - 指定科目の単位修得により、受験資格を取得することができる。

- 医療情報技師（一般社団法人日本医療情報学会）
  - 授業及び課外講座により試験合格に必要な知識・スキルを修得できる。

- 経営学検定（一般社団法人日本経営協会）
  - 授業により試験合格（初級）に必要な知識・スキルを修得できる。

- 日商簿記検定（一般社団法人日本商工会議所）
  - 授業及び課外講座により試験合格（3級及び2級）に必要な知識・スキルを修得できる。

- 社会調査士（一般社団法人社会調査協会）
  - 指定科目の単位修得により、資格を取得することができる。

- ITパスポート（独立行政法人情報処理推進機構）
  - 授業により試験合格に必要な知識・スキルを修得できる。

- 基本情報技術者（独立行政法人情報処理推進機構）
  - 授業及び課外講座により試験合格に必要な知識・スキルを修得できる。

- 上級情報処理士（一般財団法人全国大学実務教育協会）
  - 指定科目の単位修得により、資格を取得することができる[13]。

### 奨学金制度
保健医療経営大学は社会医療法人雪の聖母会のバックアップのもと設立されたこともあり、聖マリアグループは、医療経営の人材育成のために、正課授業、課外授業だけでなく将来の医療経営職を目指す学生の学生生活を支援している。
- 聖マリア奨学金
- 日本学生支援機構奨学金

大学独自のスカラシップ制度
- 医療経営リーダー育成スカラシップ
- 医療経営チャレンジスカラシップ（一般型）
- 医療経営チャレンジスカラシップ（推薦型）
- AO入試入学料減免制度
- 推薦入試入学料減免制度
- フレッシュマン・スカラシップ

## 大学関係者と組織

### 大学関係者一覧
- 保健医療経営大学の人物一覧

## 施設

### キャンパス
交通アクセス
- JR鹿児島本線南瀬高駅から徒歩20分
- JR鹿児島本線瀬高駅から車で10分
- JR鹿児島本線瀬高駅、西鉄天神大牟田線西鉄柳川駅からスクールバス運行

## 関連校
- 聖マリア学院大学 - 本学と同じく聖マリアグループ傘下である。

## その他

### 認証評価
2014年度の日本高等教育評価機構による大学機関別認証評価において「評価の結果、保健医療経営大学は、日本高等教育評価機構が定める大学評価基準に適合しているとは認められない。」すなわち「不適合」と判定された。因みに2014年度の受審校のうち本学だけが不適合判定となった。。
その後、二人の理事長を更迭し、二度目の審査（2017年度）を受け適合となった。ただし、日本高等教育評価機構の認証評価は、私立大学が「基本的・共通的な最小限の事項」を満たしているか否かを判定し問題点を指摘するためのもので、大学の品質自体に何らかの保証を与えるためのものではない。事実、評価報告書は、保健医療経営大学の経営状態が「開学以来、入学定員を大幅に下回る状況が継続し、設立母体からの借入及び寄附による支援に依存」しており「適切な財務運営の確立には至っていない」ことを指摘している。

### 労働問題
労働基準法では、法定労働時間を超えた労働や休日労働をさせる場合は書面で労使協定（三六協定）を締結する必要があるが、教職員の福利厚生団体である共済会の会長を労働者代表として協定を結び届け出ていた。共済会には管理職も含まれることから「労働者の過半数を代表する者を選出し、労働者側の締結当事者とする」と定めた要件を満たしていない。このように労使協定を適切に結ばないまま教職員に時間外労働をさせたとして、大牟田労働基準監督署から是正勧告を受けた。

### 学生数の公表
学生数は、学校教育法施行規則に明記されている大学における教育研究活動等の状況について公表すべき情報の一つであり、「これらの情報は、学校基本調査における大学の回答に準じて公表することが考えられること」と「学校教育法施行規則等の一部を改正する省令の施行について（通知）」に明示されているにもかかわらず、学校基本調査(2018年5月1日現在及び2019年5月1日現在）の情報が公表されていなかったが、2020年5月1日付けの学生数は公表された。

### 専任教員数の公表
大学設置基準第十三条(専任教員数)によれば、保健医療経営大学において必要な専任教員数は21名以上(うち教授は11名以上)である。しかしながら、2018年5月1日現在の専任教員数は21名(うち教授は12名)と記載されているものの、教員紹介で公表されている専任教員は18名(うち教授は9名)である。
2020年5月1日現在の専任教員数は12名（教授8名、准教授4名）であり、教員一人当たり学生数は7.4人で専任教員と非常勤教員の比率は11:18と公表されている。

### 廃校後の施設転用計画
廃校後の土地・施設について、福岡県は大学が建つ市有地の無償譲渡を前提として、大学の建物を改修しそこに県保健環境研究所を移転し、人獣共通感染症に備える中核拠点「ワンヘルスセンター」として整備を進める方針を打ち出している。

## 公式サイト
- 保健医療経営大学（公式サイト）